# Кръстьо Йосифчев
Кръстьо (Кръстю) Андроников Йосифчев е български просветен деец и общественик, активист на Съюза на македонските емигрантски организации.

## Биография
Кръстьо Йосифчев е роден през 1877 година в град Охрид, тогава в Османската империя, в семейството на просветния деец Андроник Йосифчев. Негови братя са българският юрист и общественик Димитър Йосифчев и революционерът Иван Йосифчев. Става член на Младата македонска книжовна дружина и деец на Охридското благотворително братство. Като такъв е избран за секретар на дружеството през май 1901 година.
Участва като делегат от Охридското благотворително братство в обединителния конгрес на Македонската федеративна организация и Съюза на македонските емигрантски организации от януари 1923 година.
Участва на седмия конгрес на Съюза на македонските емигрантски организации от 1928 година и подписва документ срещу овладяването на организацията от михайловистите. Умира през 1953 година. Погребан е в Централните софийски гробища.